# Heinz Reichert
Heinz Reichert (né le 27 décembre 1877 à Vienne, mort le 16 novembre 1940 à Los Angeles) est un librettiste autrichien.

## Biographie
Heinz Reichert est le fils d'un pharmacien. Il publie ses premiers drames assez tôt. En collaboration avec Fritz Grünbaum, Fred Heller, Victor Léon, Rudolf Österreicher et surtout avec Alfred Maria Willner, il est l'un des librettistes les plus recherchés de son époque. En 1928, Reichert devient membre du conseil d'administration de la Société des auteurs, compositeurs et éditeurs de musique de Vienne. En 1938, il doit émigrer aux États-Unis et passe les dernières années de sa vie à Hollywood.

## Œuvre
Reichert est surtout connu pour être l'auteur de nombreux livrets d'opérette bien connues. Die Schwalbe d'Alfred Maria Willner et Heinz Reichert est la source littéraire de La rondine de Giacomo Puccini. Avec des coauteurs changeants, il fait des livrets pour des pastiches avec la musique de Johann Strauss II, Leo Fall et Richard Heuberger.
- Skandal im Schloß
- Die Hochzeitsreise
- Paprika
- Ein Liebestraum
- Zaza
- Jou Jou
- Das Dreimäderlhaus, avec Alfred Maria Willner, musique : Heinrich Berté, 1916
- Die schöne Saskia, avec Alfred Maria Willner, musique : Oskar Nedbal, 1917
- Die Schwalbe, avec Alfred Maria Willner
- Wo die Lerche singt, avec Alfred Maria Willner, musique : Franz Lehár, 1918
- Frasquita, avec Alfred Maria Willner, musique : Franz Lehár, 1922
- Der Zarewitsch, avec Béla Jenbach, musique : Franz Lehár, 1927
- Das gnädige Fräulein (avec Fritz Grünbaum)
- Der gelbe Karpfen (avec Fritz Grünbaum)
- Madame Flirt (avec Fritz Grünbaum)
- Walzer aus Wien

## Source de la traduction
- (de) Cet article est partiellement ou en totalité issu de l’article de Wikipédia en allemand intitulé « Ludwig Strecker der Jüngere » (voir la liste des auteurs).